# Timilersua
Timilersua är en ö i Grönland (Kungariket Danmark).   Den ligger i kommunen Qaasuitsup, i den västra delen av Grönland, 1 100 km norr om huvudstaden Nuuk. Arean är 5,4 kvadratkilometer.
Terrängen på Timilersua är lite kuperad. Öns högsta punkt är 229 meter över havet. Den sträcker sig 2,6 kilometer i nord-sydlig riktning, och 4,2 kilometer i öst-västlig riktning.